# Ederson Moraes
Ederson Santana de Moraes, född 17 augusti 1993 i Osasco i São Paulo i Brasilien, är en brasiliansk fotbollsmålvakt som spelar för Manchester City i Premier League och Brasiliens herrlandslag.
Han betraktas allmänt vara en av världens bästa och dyraste fotbollsmålvakter. Ederson har hyllats av media för sitt lugn med bollen i situationer med höga risker, förmåga att rusa ut från sin linje och förutse motståndare som har försökt med en klassisk "Offside-fälla". Han har en anmärkningsvärd förmåga att slå exakta långa bollar till sina lagkamrater.
Ederson började sin karriär i São Paulo 2008 innan han gick med i portugisiska Benfica ett år senare, där han skulle tillbringa två säsonger. År 2012 flyttade han från Ribeirão till Primeira Liga-klubben Rio Ave och blev direkt förstahandsvalet. Han gick sedan med i Benfica igen 2015 och fick nöja sig med att spela för B-laget det första året innan han debuterade för A-laget, där han även skulle vinna fyra titlar på två säsonger.
Inför säsongen 2017/18 gick Ederson till den engelska klubben Manchester City för en prislapp på 35 miljoner pund (ca 400 miljoner kr) och blev därmed den dittills näst dyraste målvakten genom tiderna. Han vann sedan Premier League och Ligacupen under sin första säsong i England och vann den inhemsk trippeln följande säsong.
Ederson gjorde sin seniordebut för Brasilien 2017 efter att han tidigare varit begränsad av U23-laget. Han valdes in i Brasiliens trupp för VM 2018 och Copa América 2019.

## Klubblagskarriär

### Tidig karriär
Ederson är född och uppvuxen i Osasco, São Paulo. Han började sin fotbollskarriär 2008 i den lokala klubben São Paulo FC där han spelade en säsong innan han gick med Benfica i Portugal vid 16 års ålder. Han tillbringade två år som junior och lämnade så småningom till andra divisionslaget Ribeirão 2011. Ett år senare gick han med Primeira Liga-laget Rio Ave. Sommaren 2012 förlängde han sitt kontrakt med Rio Ave. Efter en rad bra prestationer och att ha blivit uppkallad till Brasiliens U23-lag förlängde han sitt kontraktet ännu en gång, vilket skulle hålla honom bunden till klubben fram till 2019.

### Benfica
Den 27 juni 2015 återförenades Ederson med de portugisiska mästarna Benfica. Han undertecknade officiellt ett femårskontrakt med klubben, ett avtal värt 500 000 euro (ca 5 miljoner kr) och fastställde en frisättningsklausul på 45 miljoner euro (ca 455 miljoner kr). Rio Ave skulle behålla 50 % av de kommande ekonomiska rättigheterna.
Under säsongen 2015/16 började Ederson som ett andra val i rad matcher för A-laget, bakom landsmannen Júlio César. Ederson spelade först några matcher i Segunda Liga med reservlaget och i Taça da Liga med A-laget, innan han spelade i Primeira Liga den 5 mars 2016 mot lokala rivalen Sporting Lissabon, där han ersatte den skadade Júlio César. Benfica vann Lissabonderbyt med 1–0 och tog därmed över första platsen i ligan. Han vaktade sedan målet i elva fler segrar när Benfica säkrade sin 35:e ligatitel och även sin tredje i rad. Fem dagar efter liga-segern spelade han Taça da Liga-finalen mot Marítimo, som Benfica vann med säkra 6–2. Dessutom spelade han tre matcher i Champions League, där Benfica nådde kvartsfinalen. Säsongen efter vann han och Benfica den inhemska trippeln, Primeira Liga, Taça de Portugal och Supertaça Cândido de Oliveira.

### Manchester City
Den 1 juni 2017 meddelade Benfica att Ederson gått med i Premier League-klubben Manchester City för 35 miljoner pund (ca 400 miljoner kr). Den övergången gjorde honom då till den näst dyraste målvakten genom tiderna - för närvarande fjärde dyraste.
Ederson sattes omedelbart in som Pep Guardiolas förstahandsmålvakt och ersatte därmed Claudio Bravo. Han gjorde sin tävlingsdebut för klubben den 12 augusti 2017 i en 2–0-bortaseger mot Brighton & Hove Albion, där han höll nollan. Den 9 september 2017 mot Liverpool fick Ederson en spark i ansiktet av Sadio Mané och tvingades lämna planen. Ederson fick sy åtta stygn och Mané utvisades av domaren Jon Moss och stängdes av de tre efterföljande matcherna. Ederson gjorde sin nästa start veckan efter i Champions League mot Feyenoord, med en skyddande huvudbonad. Ederson ansåg att Manés kollision var oavsiktlig och accepterade en ursäkt från Liverpool-spelaren.
Den 19 augusti 2018 blev Ederson den första Manchester City-målvakten som gjort en Premier League-assist, då hans inspark landade hos Sergio Agüero som gjorde öppningsmålet i en 6–1-seger mot Huddersfield Town.
Den 26 juli 2020 tilldelades Ederson "Golden Glove" efter att hållit flest nollor (16) under säsongen 2019/2020 efter en 5–0-hemmaseger mot Norwich City.
Den 18 maj 2021 vann Ederson sin andra "Golden Glove" i rad efter att han hållit flest nollor (19) under säsongen 2020/2021.

## Landslagskarriär
Ederson togs ut i Brasiliens preliminära trupp för Copa América Centenario men togs bort från den slutgiltiga truppen på grund av en skada. Han debuterade i landslaget i en 3–0-seger mot Chile i en VM-kvalmatch den 10 oktober 2017. I maj 2018 togs han ut i Tites slutgiltiga 23-mannatrupp för VM i Ryssland. Ederson togs även ut i Brasiliens 23-mannatrupp för Copa América 2019.
I juni 2021 gjorde han sin debut i en stor turnering för Brasilien, då han startade och höll nollan i en 4–0-seger mot Peru i gruppspelet i Copa América 2021, där Tite gjorde fem ändringar. I kvartsfinalen mot Chile blev han utvald istället för Alisson Becker, och vann matchen med 1–0, liksom semifinalen mot Peru. Den 10 juli startade han i sitt lands 1–0-förlust mot rivalerna Argentina i finalen i Copa América 2021. Ederson togs ut i truppen för Världsmästerskapet i fotboll 2022 i Qatar. Han spelade en match för kvartsfinalisterna, en 1–0-förlust mot Kamerun i den sista gruppspelsmatchen, efter att hans lag redan hade gått vidare till åttondelsfinalen. Han blev ursprungligen uttagen av Dorival Júnior för Copa América 2024, men ersattes av Rafael efter att ha misslyckats med att återhämta sig från en bruten ögonhåla.

## Statistik

### Klubblag
| Klubb           | Säsong         | Liga            | Liga    | Liga | Nationella cupen | Nationella cupen | Ligacupen | Ligacupen | Europa  | Europa | Annat   | Annat | Totalt  | Totalt |
| Klubb           | Säsong         | Division        | Matcher | Mål  | Matcher          | Mål              | Matcher   | Mål       | Matcher | Mål    | Matcher | Mål   | Matcher | Mål    |
| --------------- | -------------- | --------------- | ------- | ---- | ---------------- | ---------------- | --------- | --------- | ------- | ------ | ------- | ----- | ------- | ------ |
| Ribeirão        | 2011/12        | Segunda Divisão | 29      | 0    | 1                | 0                | 0         | 0         | —       | —      | —       | —     | 30      | 0      |
| Rio Ave         | 2012/13        | Primeira Liga   | 2       | 0    | 2                | 0                | 3         | 0         | —       | —      | —       | —     | 7       | 0      |
| Rio Ave         | 2013/14        | Primeira Liga   | 18      | 0    | 7                | 0                | 3         | 0         | —       | —      | —       | —     | 28      | 0      |
| Rio Ave         | 2014/15        | Primeira Liga   | 17      | 0    | 5                | 0                | 4         | 0         | 2       | 0      | 0       | 0     | 28      | 0      |
| Rio Ave         | Total          | Total           | 37      | 0    | 14               | 0                | 10        | 0         | 2       | 0      | 0       | 0     | 63      | 0      |
| Benfica B       | 2015/16        | LigaPro         | 4       | 0    | —                | —                | —         | —         | —       | —      | —       | —     | 4       | 0      |
| Benfica         | 2015/16        | Primeira Liga   | 10      | 0    | 0                | 0                | 5         | 0         | 3       | 0      | 0       | 0     | 18      | 0      |
| Benfica         | 2016/17        | Primeira Liga   | 27      | 0    | 3                | 0                | 3         | 0         | 5       | 0      | 0       | 0     | 38      | 0      |
| Benfica         | Total          | Total           | 37      | 0    | 3                | 0                | 8         | 0         | 8       | 0      | 0       | 0     | 56      | 0      |
| Manchester City | 2017/18        | Premier League  | 36      | 0    | 0                | 0                | 0         | 0         | 9       | 0      | —       | —     | 45      | 0      |
| Manchester City | 2018/19        | Premier League  | 38      | 0    | 6                | 0                | 1         | 0         | 10      | 0      | 0       | 0     | 55      | 0      |
| Manchester City | 2019/20        | Premier League  | 35      | 0    | 1                | 0                | 0         | 0         | 8       | 0      | 0       | 0     | 44      | 0      |
| Manchester City | 2020/21        | Premier League  | 36      | 0    | 0                | 0                | 0         | 0         | 12      | 0      | —       | —     | 47      | 0      |
| Manchester City | 2021/22        | Premier League  | 37      | 0    | 1                | 0                | 0         | 0         | 11      | 0      | 0       | 0     | 49      | 0      |
| Manchester City | 2022/23        | Premier League  | 35      | 0    | 1                | 0                | 0         | 0         | 11      | 0      | 1       | 0     | 48      | 0      |
| Manchester City | 2023/24        | Premier League  | 33      | 0    | 0                | 0                | 0         | 0         | 7       | 0      | 3       | 0     | 43      | 0      |
| Manchester City | 2024/25        | Premier League  | 26      | 0    | 2                | 0                | 0         | 0         | 8       | 0      | 4       | 0     | 40      | 0      |
| Manchester City | Total          | Total           | 276     | 0    | 11               | 0                | 1         | 0         | 75      | 0      | 8       | 0     | 372     | 0      |
| Karriär totalt  | Karriär totalt | Karriär totalt  | 383     | 0    | 29               | 0                | 19        | 0         | 86      | 0      | 8       | 0     | 525     | 0      |

Antal matcher och mål är korrekt per den 1 juli 2025
1. ↑  Inkluderar Portugisiska cupen, FA-cupen
2. ↑  Inkluderar Taça da Liga, EFL Cup
3. ↑  Matcher i Uefa Europa League
4. 1 2 3 4 5 6 7 8 9 10  Matcher I Uefa Champions League
5. 1 2  Matcher i FA Community Shield
6. ↑  Matcher i Uefa Super Cup
7. 1 2  Matcher i VM för klubblag

### Landslag
| Brasiliens landslag |         |     |
| År                  | Matcher | Mål |
| 2017                | 1       | 0   |
| 2018                | 2       | 0   |
| 2019                | 6       | 0   |
| 2020                | 2       | 0   |
| 2021                | 6       | 0   |
| 2022                | 2       | 0   |
| 2023                | 6       | 0   |
| 2024                | 4       | 0   |
| Totalt              | 29      | 0   |